# グループIIイントロン
グループIIイントロン（英: group II intron）は、自己触媒型リボザイムのグループの1つである。特定の遺伝子内にみられる可動性遺伝因子であり、生命の全てのドメインに存在している。リボザイム活性（自己スプライシングなど）はin vitroでは高塩濃度条件下で生じるものの、in vivoでのスプライシングにはタンパク質の補助が必要である。グループIイントロンとは対照的に、イントロンの切除はGTPの非存在下で生じ、核内でのpre-mRNAのスプライシング時のもの非常によく似た、アデニン残基を分岐点とするラリアット（投げ縄）構造が形成される。スプライソソームによるpre-mRNAのスプライシングはグループIIイントロンから進化したものである可能性があり、触媒機構に加え、グループIIイントロンのドメインVとU6/U2 snRNAとの間にも構造的類似性がみられる。また、グループIIイントロンはDNAへ部位特異的に挿入を行う能力を持ち、バイオテクノロジーにおけるツールとしても利用されている。一例として、グループIIイントロンをゲノムに部位特異的に組み込まれるよう改変を行い、レポーター遺伝子やlox部位の挿入に利用することができる。

## 構造と触媒

ドメインVの構造は、グループIIイントロンとU6 snRNAとの共通点である。

グループIIイントロンの二次構造は6つの典型的なステムループ構造で特徴づけられ、ドメインIからVI（DI–DVIまたはD1–D6）と呼ばれている。中心部のコアから各ドメインが放射状に延び、このコアによって5'側と3'側のスプライスジャンクションは近接している。各ドメインの基部のらせん構造は中心コアの数ヌクレオチド（リンカーもしくは joiner sequenceと呼ばれる）で連結されている。ドメインIのサイズは非常に大きいため、さらにサブドメインaからdへ分けられる。グループIIイントロンは配列の差異によりサブグループIIA、IIB、IICへと分類され、ドメインIのcoordination loopなどの構造エレメントがIIBとIICのイントロンには存在するが、IIAには存在しないといった差異がみられる。グループIIイントロン全体は非常に複雑な三次構造を形成している。
グループIIイントロンには保存されたヌクレオチドはごくわずかしか存在せず、触媒機能に重要なヌクレオチドはイントロン構造全体に散らばっている。配列が厳密に保存されているわずかな例としては、5'、3'スプライス部位のコンセンサス配列（...↓GUGYG...と...AY↓...、Yはピリミジンを表している）、中心部のコアのヌクレオチド（joiner sequence）、ドメインVの比較的多数のヌクレオチド、ドメインIのいくつかの短い配列などがある。ドメインVIの塩基対を形成していないアデノシン（冒頭の図でアスタリスクで示されている、3'スプライス部位から7–8ヌクレオチド離れた塩基）も保存されており、スプライシング過程に中心的役割を果たす。このバルジを形成したアデノシンの2'ヒドロキシル基が5'スプライス部位を攻撃し、続いて上流のエクソンの3'ヒドロキシル基が3'スプライス部位へ求核攻撃を行う。その結果、このアデノシンでの2'ホスホジエステル結合によって連結されたラリアット構造を持つ、分岐したイントロンが形成される。
In vivoでのスプライシングにはタンパク質装置が必要であり、スプライス部位の決定には長距離のイントロン-イントロン相互作用やイントロン-エクソン相互作用のほか、キッシングループ相互作用やテトラループ-レセプター相互作用といった、いくつかのモチーフ間の三次構造的接触が重要となる。スプライシングの第一段階が起こる前には、分岐部位、双方のエクソン、ドメインV、J2/3リンカー領域など触媒に必須の領域、そしてε−ε'構造が近接して位置している。ドメインVのバルジとAGC triad、J2/3、ε−ε'、ドメインIのcoordination loopが活性部位の構造と機能に重要である。
グループIIイントロンの結晶構造は、Oceanobacillus iheyensisのグループIICイントロンの構造が2008年に初めて解かれ、2014年にはPylaiella littoralis (P.li.LSUI2) のグループIIBイントロンの構造が解かれた。さらに、既知の構造へのホモロジーマッピングや未解明の領域のde novoモデリングを行うプログラムを組み合わせることにより、ai5γグループIIBイントロンなど、その他のグループIIイントロンの三次構造をモデリングする試みも行われている。グループIICはCGCからなるcatalytic triadを持つことで特徴づけられるのに対し、グループIIAとIIBはAGCからなるcatalytic triadを持ち、スプライソソームのcatalytic triadとの類似性が高い。グループIICのイントロンはより小さく、反応性が高く、より歴史が古いものであると考えられている。グループIICイントロンのスプライシングの第一段階は水分子によって行われ、イントロンはラリアット構造ではなく直線形で切り出される。

## 分布と系統
グループIIイントロンは菌類、植物、原生生物のオルガネラのrRNA、tRNA、mRNAに見つかるほか、細菌のmRNAにも存在する。グループIとは異なるものとして最初に同定されたのはai5γグループIIBイントロンであり、1986年に出芽酵母Saccharomyces cerevisiaeのoxi3ミトコンドリア遺伝子のpre-mRNA転写産物から単離された。
グループIIイントロンの一部は、イントロンORFにIEP（intron-encoded protein）と呼ばれる、必要不可欠なスプライシングタンパク質をコードしている。その結果、こうしたイントロンの長さは最大で3 kbにもなる。グループIIイントロンのスプライシングは核内でのpre-mRNAのスプライシングとほぼ同じ様式の2段階のエステル交換反応で進行し、また各段階で脱離基の安定化にマグネシウムイオンを用いる点も同じである。そのため、グループIIイントロンと核内のスプライソソームとが系統学的に関係しているという仮説が立てられている。この関係を支持するさらなる証拠として、スプライソソームRNAのU2/U6ジャンクションとグループIIイントロンのドメインVは構造的に類似しており、この領域には触媒を担うAGC triadや活性部位の心臓部の大部分が含まれている。そのほか、5'末端と3'末端の保存配列も共通している。
LtrAを含む多くのIEPには、共通して逆転写酵素（RT）様ドメインと「ドメインX」（Domain X）と呼ばれる領域が存在する。こうしたIEPとある程度の類似性を示すタンパク質としてはMatKがあり、植物の葉緑体に存在する。MatKはin vivoでのグループIIイントロンのスプライシングに必要であり、葉緑体ゲノムのイントロンもしくは核ゲノムにコードされている。

### タンパク質ドメイン
グループIIイントロンのIEPは、オルガネラではドメインX、細菌では"GIIM"と呼ばれる保存されたドメインを共通して持つが、他のレトロエレメントはこうした配列を持たない。ドメインXは酵母のミトコンドリア内でのスプライシングに必要不可欠である。このドメインはイントロンRNAもしくはDNAの認識と結合を担っている可能性がある。

## 関連文献
- “The ins and outs of group II introns”. Trends in Genetics 17 (6):  322–31. (June 2001). doi:10.1016/S0168-9525(01)02324-1. PMID 11377794.
- “Control of branch-site choice by a group II intron”. The EMBO Journal 20 (23):  6866–76. (December 2001). doi:10.1093/emboj/20.23.6866. PMC 125754. PMID 11726522.
- “Group II introns: structure and catalytic versatility of large natural ribozymes”. Critical Reviews in Biochemistry and Molecular Biology 38 (3):  249–303. (2003). doi:10.1080/713609236. PMID 12870716.
- “Comparative and functional anatomy of group II catalytic introns--a review”. Gene 82 (1):  5–30. (October 1989). doi:10.1016/0378-1119(89)90026-7. PMID 2684776.